# Klobouky u Brna
Klobouky u Brna (en allemand : Klobouk) est une ville du district de Břeclav, dans la région de Moravie-du-Sud, en République tchèque. Sa population s'élevait à 2 501 habitants en 2024.

## Géographie
Klobouky u Brna se trouve à 27 km au nord de Břeclav, à 29 km au sud-est de Brno et à 213 km au sud-est de Prague.
La commune est limitée au nord par Borkovany et Velké Hostěrádky, à l'est par Dambořice, Kašnice et Krumvíř, au sud par Brumovice et Morkůvky, et à l'ouest par Boleradice, Diváky et Šitbořice.

## Histoire
La première mention écrite de la localité date de 1222.

## Galerie

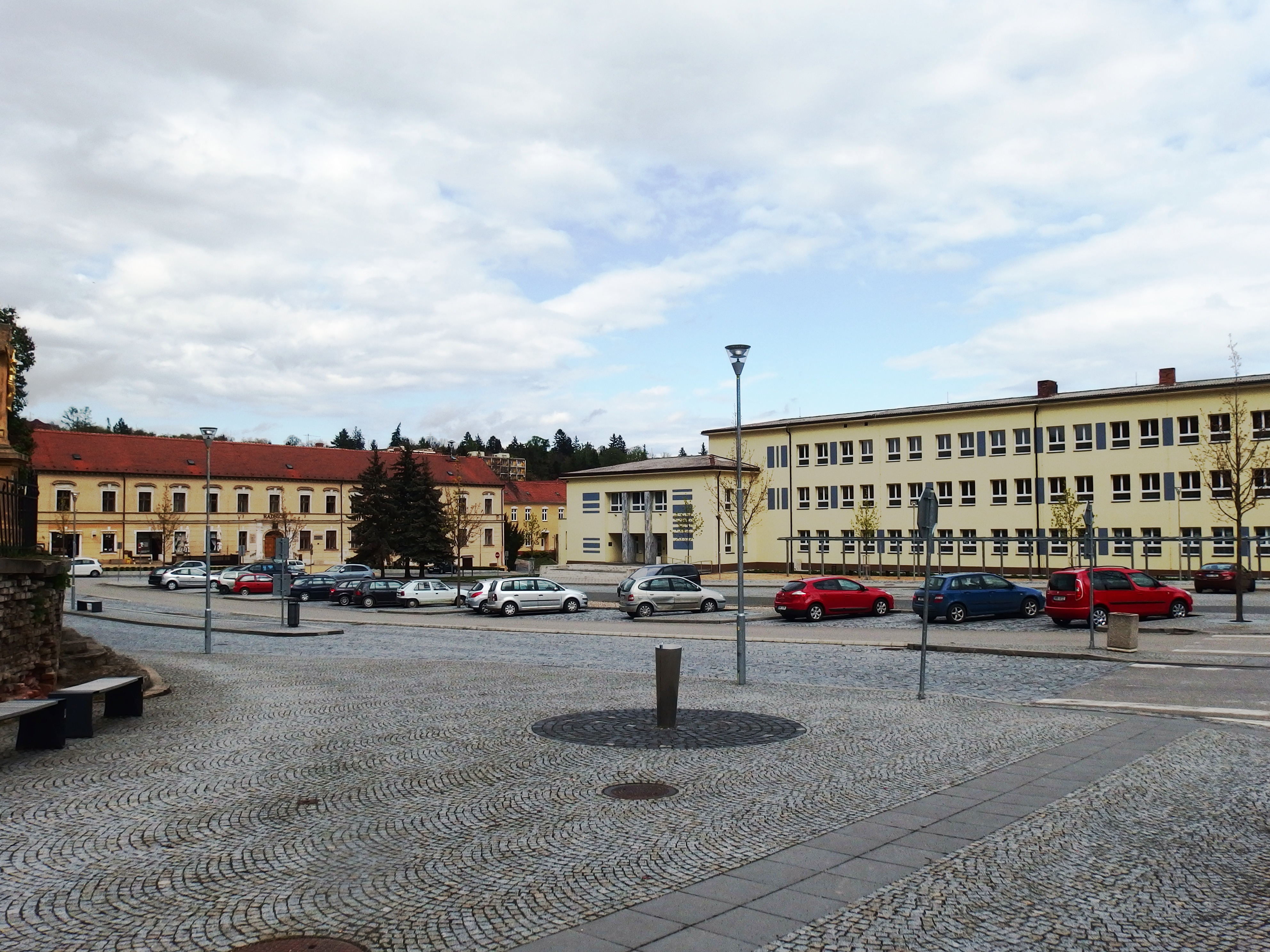
Place de la Paix.
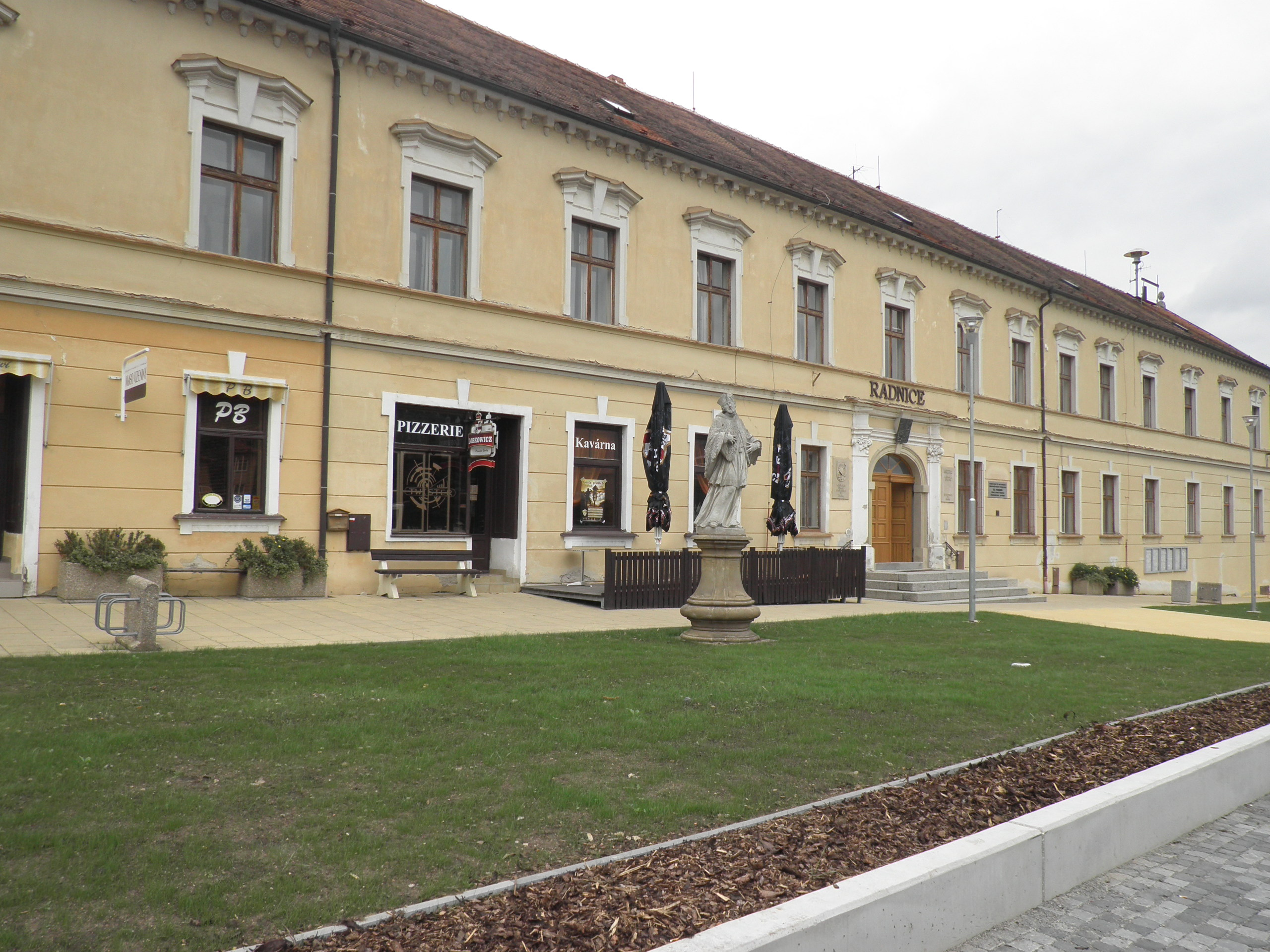
Château de Klobouky.

## Transports
Par la route, Klobouky u Brna se trouve à 18 km de Hustopeče, à 38 km de Brno, à 47 km de Břeclav et à 241 km de Prague.